# پی‌آیلند

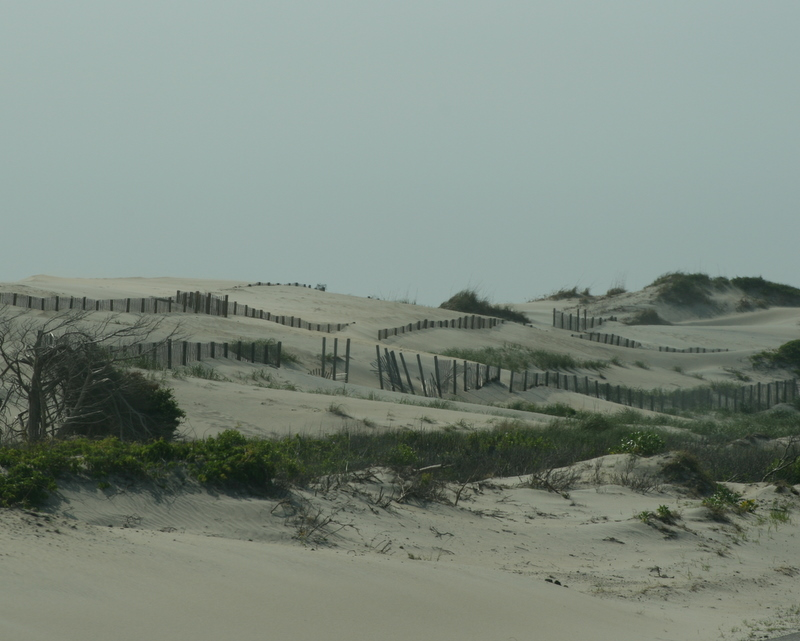
نمایی از پی‌آیلند (جزیره نخود) در کارولینای جنوبی - ۲۰۰۷

پی‌آیلند (به انگلیسی: Pea Island) یا جزیره نخود یک جزیره و منطقه حفاظت شده در شرقی‌ترین نقطه کارولینای جنوبی می‌باشد . این جزیره از سال ۱۹۲۲ تا سال ۱۹۴۵ به طور متناوب به جزیره هاتراس متصل شد . اولین بخش نجات‌غریق آفریقایی آمریکایی‌ها گارد ساحلی ایالات متحده آمریکا  متعلق به پی‌آیلند است . بهترین راه دسترسی به جزیره فرودگاه هاید کانتی است . 